# Aleptina
Aleptina is een geslacht van nachtvlinders van de familie Noctuidae.

## Soorten
- Aleptina aleptivoides (Barnes & McDunnough, 1912)
- Aleptina arenaria Metzler & Forbes, 2011
- Aleptina clinopetes (Dyar, 1920)
- Aleptina inca Dyar, 1902
- Aleptina junctimacula Todd, Blanchard & Poole, 1984
- Aleptina semiatra (Smith, 1902)